# Lijst van Verwaltungsgemeinschaften en Verwaltungsverbände in Saksen
Van de 485 zelfstandige steden en gemeenten in Saksen-Anhalt zijn 223 steden en gemeenten bestuurlijk ingedeeld in een van de 91 Verwaltungsgemeinschaften en 27 gemeenten in een van de 8 Verwaltungsverbänden (Stand: 1 januari 2010).
| Soort                   | Naam                        | District                         |
| ----------------------- | --------------------------- | -------------------------------- |
| Verwaltungsgemeinschaft | Altenberg                   | Sächsische Schweiz-Osterzgebirge |
| Verwaltungsverband      | Am Klosterwasser            | Bautzen                          |
| Verwaltungsgemeinschaft | Auerbach                    | Erzgebirgskreis                  |
| Verwaltungsgemeinschaft | Bad Gottleuba-Berggießhübel | Sächsische Schweiz-Osterzgebirge |
| Verwaltungsgemeinschaft | Bad Lausick                 | Leipzig                          |
| Verwaltungsgemeinschaft | Bad Muskau                  | Görlitz                          |
| Verwaltungsgemeinschaft | Bad Schandau                | Sächsische Schweiz-Osterzgebirge |
| Verwaltungsgemeinschaft | Bärenstein                  | Erzgebirgskreis                  |
| Verwaltungsgemeinschaft | Beilrode                    | Nordsachsen                      |
| Verwaltungsgemeinschaft | Bernsdorf                   | Bautzen                          |
| Verwaltungsgemeinschaft | Bernstadt/Schönau-Berzdorf  | Görlitz                          |
| Verwaltungsgemeinschaft | Bischofswerda               | Bautzen                          |
| Verwaltungsgemeinschaft | Breitenbrunn/Erzgeb.        | Erzgebirgskreis                  |
| Verwaltungsgemeinschaft | Burgstädt                   | Mittelsachsen                    |
| Verwaltungsgemeinschaft | Crimmitschau-Dennheritz     | Zwickau                          |
| Verwaltungsverband      | Diehsa                      | Görlitz                          |
| Verwaltungsgemeinschaft | Döbeln                      | Mittelsachsen                    |
| Verwaltungsgemeinschaft | Dohna-Müglitztal            | Sächsische Schweiz-Osterzgebirge |
| Verwaltungsgemeinschaft | Dommitzsch                  | Nordsachsen                      |
| Verwaltungsgemeinschaft | Eibenstock                  | Erzgebirgskreis                  |
| Verwaltungsverband      | Eilenburg-West              | Nordsachsen                      |
| Verwaltungsgemeinschaft | Falkenstein (Vogtland)      | Vogtlandkreis                    |
| Verwaltungsgemeinschaft | Flöha                       | Mittelsachsen                    |
| Verwaltungsgemeinschaft | Freiberg                    | Mittelsachsen                    |
| Verwaltungsgemeinschaft | Geithain                    | Leipzig                          |
| Verwaltungsgemeinschaft | Geyer                       | Erzgebirgskreis                  |
| Verwaltungsgemeinschaft | Gröditz                     | Meißen                           |
| Verwaltungsgemeinschaft | Großharthau                 | Bautzen                          |
| Verwaltungsgemeinschaft | Großpostwitz-Obergurig      | Bautzen                          |
| Verwaltungsgemeinschaft | Großröhrsdorf               | Bautzen                          |
| Verwaltungsgemeinschaft | Großschönau-Hainewalde      | Görlitz                          |
| Verwaltungsgemeinschaft | Herrnhut                    | Görlitz                          |
| Verwaltungsverband      | Jägerswald                  | Vogtlandkreis                    |
| Verwaltungsgemeinschaft | Kamenz-Schönteichen         | Bautzen                          |
| Verwaltungsgemeinschaft | Ketzerbachtal               | Meißen                           |
| Verwaltungsgemeinschaft | Kirchberg                   | Zwickau                          |
| Verwaltungsgemeinschaft | Klingenthal                 | Vogtlandkreis                    |
| Verwaltungsgemeinschaft | Königsbrück                 | Bautzen                          |
| Verwaltungsgemeinschaft | Königstein/Sächs. Schweiz   | Sächsische Schweiz-Osterzgebirge |
| Verwaltungsgemeinschaft | Krostitz                    | Nordsachsen                      |
| Verwaltungsgemeinschaft | Lichtenberg/Erzgeb.         | Mittelsachsen                    |
| Verwaltungsgemeinschaft | Limbach-Oberfrohna          | Zwickau                          |
| Verwaltungsgemeinschaft | Löbau                       | Görlitz                          |
| Verwaltungsgemeinschaft | Lohmen/Stadt Wehlen         | Sächsische Schweiz-Osterzgebirge |
| Verwaltungsgemeinschaft | Lugau (Erzgebirge)          | Erzgebirgskreis                  |
| Verwaltungsgemeinschaft | Malschwitz                  | Bautzen                          |
| Verwaltungsgemeinschaft | Marienberg                  | Erzgebirgskreis                  |
| Verwaltungsgemeinschaft | Markneukirchen              | Vogtlandkreis                    |
| Verwaltungsgemeinschaft | Meerane                     | Zwickau                          |
| Verwaltungsgemeinschaft | Mittweida                   | Mittelsachsen                    |
| Verwaltungsgemeinschaft | Naunhof                     | Leipzig                          |
| Verwaltungsgemeinschaft | Neschwitz                   | Bautzen                          |
| Verwaltungsgemeinschaft | Netzschkau-Limbach          | Vogtlandkreis                    |
| Verwaltungsgemeinschaft | Neusalza-Spremberg          | Görlitz                          |
| Verwaltungsgemeinschaft | Nünchritz                   | Meißen                           |
| Verwaltungsgemeinschaft | Obercunnersdorf             | Görlitz                          |
| Verwaltungsgemeinschaft | Oederan                     | Mittelsachsen                    |
| Verwaltungsgemeinschaft | Oelsnitz                    | Vogtlandkreis                    |
| Verwaltungsgemeinschaft | Olbersdorf                  | Görlitz                          |
| Verwaltungsgemeinschaft | Oppach-Beiersdorf           | Görlitz                          |
| Verwaltungsgemeinschaft | Ostrau                      | Mittelsachsen                    |
| Verwaltungsgemeinschaft | Pausa                       | Vogtlandkreis                    |
| Verwaltungsgemeinschaft | Pegau                       | Leipzig                          |
| Verwaltungsgemeinschaft | Pirna                       | Sächsische Schweiz-Osterzgebirge |
| Verwaltungsgemeinschaft | Pretzschendorf              | Sächsische Schweiz-Osterzgebirge |
| Verwaltungsgemeinschaft | Pulsnitz                    | Bautzen                          |
| Verwaltungsgemeinschaft | Regis-Breitingen            | Leipzig                          |
| Verwaltungsgemeinschaft | Reichenbach/O.L.            | Görlitz                          |
| Verwaltungsgemeinschaft | Reichenbach/Vogtl.          | Vogtlandkreis                    |
| Verwaltungsgemeinschaft | Rietschen                   | Görlitz                          |
| Verwaltungsgemeinschaft | Rochlitz                    | Mittelsachsen                    |
| Verwaltungsgemeinschaft | Röderaue-Wülknitz           | Meißen                           |
| Verwaltungsverband      | Rosenbach                   | Vogtlandkreis                    |
| Verwaltungsgemeinschaft | Roßwein                     | Mittelsachsen                    |
| Verwaltungsgemeinschaft | Rötha                       | Leipzig                          |
| Verwaltungsgemeinschaft | Rothenburg/O.L.             | Görlitz                          |
| Verwaltungsgemeinschaft | Rund um den Auersberg       | Zwickau                          |
| Verwaltungsgemeinschaft | Sayda                       | Mittelsachsen                    |
| Verwaltungsgemeinschaft | Scheibenberg-Schlettau      | Erzgebirgskreis                  |
| Verwaltungsgemeinschaft | Schirgiswalde               | Bautzen                          |
| Verwaltungsgemeinschaft | Schleife                    | Görlitz                          |
| Verwaltungsgemeinschaft | Schöneck/Mühlental          | Vogtlandkreis                    |
| Verwaltungsgemeinschaft | Schönfeld                   | Meißen                           |
| Verwaltungsgemeinschaft | Sebnitz                     | Sächsische Schweiz-Osterzgebirge |
| Verwaltungsgemeinschaft | Seiffen/Erzgeb.             | Erzgebirgskreis                  |
| Verwaltungsgemeinschaft | Stollberg (Erzgebirge)      | Erzgebirgskreis                  |
| Verwaltungsgemeinschaft | Tharandt                    | Sächsische Schweiz-Osterzgebirge |
| Verwaltungsgemeinschaft | Thiendorf                   | Meißen                           |
| Verwaltungsgemeinschaft | Torgau                      | Nordsachsen                      |
| Verwaltungsgemeinschaft | Treuen/Neuensalz            | Vogtlandkreis                    |
| Verwaltungsgemeinschaft | Waldenburg                  | Zwickau                          |
| Verwaltungsgemeinschaft | Waldheim                    | Mittelsachsen                    |
| Verwaltungsgemeinschaft | Weischlitz                  | Vogtlandkreis                    |
| Verwaltungsverband      | Weißer Schöps/Neiße         | Görlitz                          |
| Verwaltungsgemeinschaft | Weißwasser                  | Görlitz                          |
| Verwaltungsverband      | Wiedemar                    | Nordsachsen                      |
| Verwaltungsverband      | Wildenstein                 | Erzgebirgskreis                  |
| Verwaltungsgemeinschaft | Zschopau                    | Erzgebirgskreis                  |
| Verwaltungsgemeinschaft | Zschorlau                   | Erzgebirgskreis                  |